# Marc Mächler

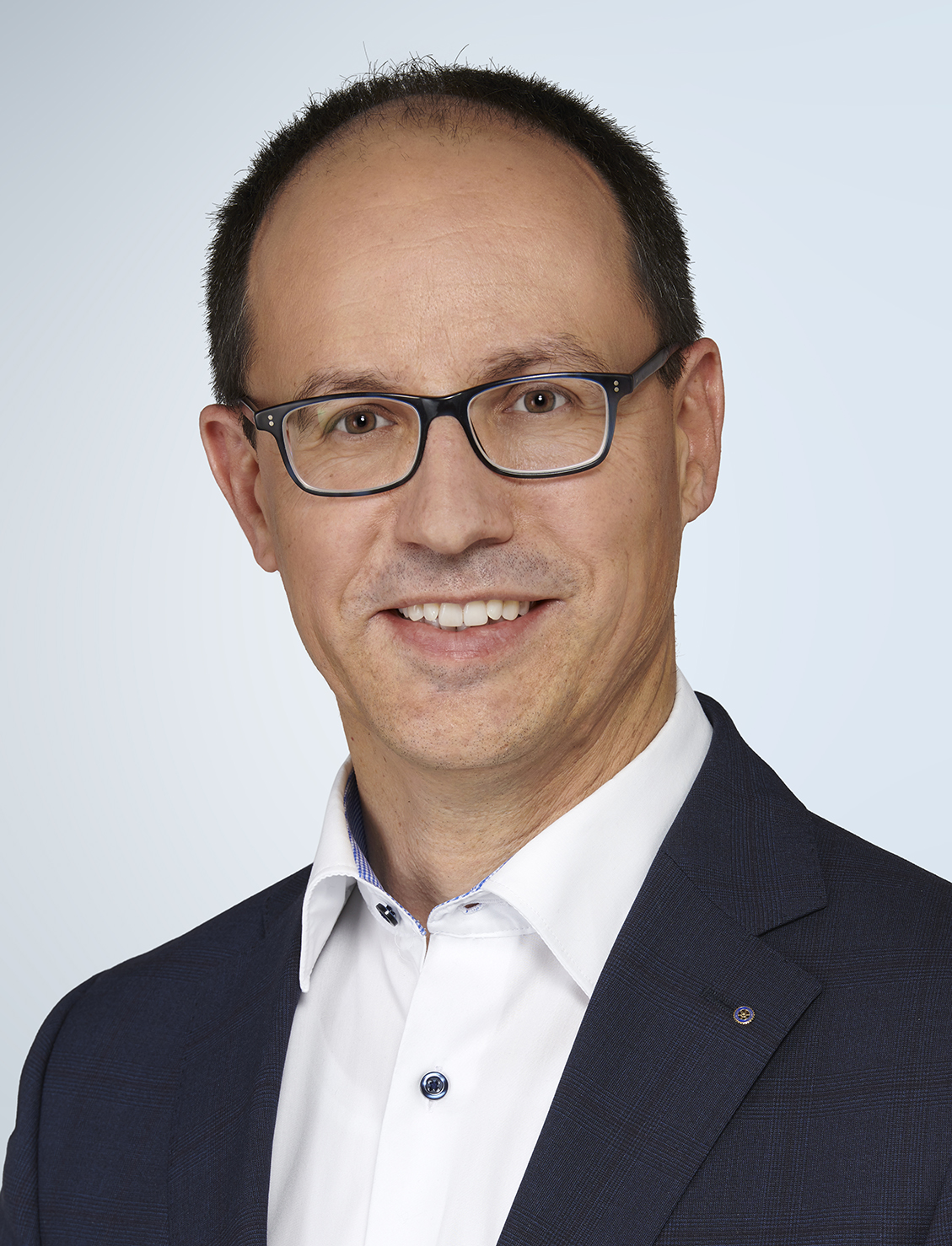
Marc Mächler (2019)

Marc Mächler (* 15. März 1970; heimatberechtigt in Glarus) ist ein Schweizer Politiker (FDP).

## Leben und Ausbildung
Mächler, geboren am 15. März 1970, wohnt in Zuzwil (SG) und ist verheiratet. Er ist Vater von zwei Töchtern und einem Sohn.
Marc Mächler studierte Volkswirtschaftslehre an der Universität St. Gallen (HSG). Er war über 20 Jahre bei der Schweizer Bank UBS in verschiedenen Funktionen tätig, zuletzt als Stellvertretender Direktor für Privatkunden in St. Gallen.

## Politik
Bereits mit 22 Jahren wurde Mächler in die Geschäftsprüfungskommission von Zuzwil gewählt. Vier Jahre später wählte die Zuzwiler Bevölkerung ihn als Vertreter der FDP in den Gemeinderat (Exekutive), dem er von 1996 bis 2000 angehörte. Im Jahre 2000 wurde er in den Kantonsrat (Legislative) von St.Gallen gewählt, dem er bis 2016 angehörte. Davon engagierte er sich 12 Jahre in der Finanzkommission. Von 2005 bis 2016 präsidierte Mächler zudem die FDP des Kanton St.Gallen.
Bei den Regierungsratswahlen im Jahr 2016 wurde er in Nachfolge von Willi Haag zum St. Galler Regierungsrat (Exekutive) und Vorsteher des Baudepartements gewählt. Bei den Gesamterneuerungswahlen im März 2020 wurde Marc Mächler mit dem zweitbesten Resultat aller Kandidierenden als Regierungsrat wiedergewählt. Mit Beginn der neuen Legislatur im Juni 2020 wechselte Marc Mächler vom Bau- ins Finanzdepartement.
Auch bei den Gesamterneuerungswahlen im März 2024 wurde er wiederum mit dem zweitbesten Resultat zu seiner dritten Legislatur für weitere vier Jahre in die St.Galler Regierung gewählt.

## Gesellschaftliches Engagement
Mächler engagierte sich früh für die Gesellschaft. Seine Jugendzeit war vom Engagement in der Pfadi geprägt, wo er zuletzt die Pfadi Löwenburg in der Funktion als Abteilungsleiter führte. Auch in der Schweizer Armee engagierte sich Mächler und war als Oberleutnant in der Artillerie aktiv. Von 1997 bis 2010 war er zudem Mitglied der Jungen Wirtschaftskammer Wil. Seit 2016 engagiert er sich beim Rotary Club Flawil. Mächler gehörte zudem auch dem politischen Beirat des FC St.Gallen an (2008 – 2016).

## Mandate
Von 2015 bis zu seiner Wahl in die St.Galler Regierung gehörte Mächler dem Verwaltungsrat der St.Galler Gebäudeversicherung (GVSG) an. Als Vorsteher des Baudepartementes (2016 – 2020) war Mächler Mitglied des Verwaltungsrates der St.Gallisch-Appenzellischen Kraftwerke AG (sak), hatte den Vorsitz der Energieagentur St.Gallen, war Präsident der Linthkommission und nahm als Vizepräsident Einsitz in die Pensionskasse des Kantons St.Gallen (sgpk). Im Jahre 2018 bis 2020 gehörte er dem Vorstand der Konferenz der kantonalen Energiedirektoren (EnDK) an. Von 2018 bis 2022 präsidierte Mächler zudem den Verein Minergie Schweiz.
Seit dem Wechsel ins Finanzdepartement im Jahre 2020 gehört Mächler dem Verwaltungsrat der St.Galler Kantonalbank (SGKB) und hat den Vorsitz von E-Government St.Gallen. Als Finanzdirektor gehörte er zudem bis Ende 2022 auch dem Verwaltungsrat der Schweizer Salinen an. Mächler vertritt die St.Galler Regierung in der Konferenz der Kantone (KdK), der Internationalen Bodenseekonferenz (IBK) sowie der Arge Alp.